# Petrivka, Prîmorsk
Petrivka (în ucraineană Петрівка) este un sat în comuna Manuilivka din raionul Prîmorsk, regiunea Zaporijjea, Ucraina.

## Demografie
Componența lingvistică a localității Petrivka
     Bulgară (60,45%)
     Rusă (28,79%)
     Ucraineană (10,39%)
     Alte limbi (0,13%)
Conform recensământului din 2001, majoritatea populației localității Petrivka era vorbitoare de bulgară (60,45%), existând în minoritate și vorbitori de rusă (28,79%) și ucraineană (10,39%).